# المدرسة البريطانية الدولية (الرياض)
المدرسة البريطانية الدولية بالرياض (بالإنجليزية: British International School, Riyadh)‏ ، هي مدرسة بريطانية دولية لتدريس الطلبة والطالبات بالمنهج البريطاني، تقع مقرها في العاصمة السعودية الرياض.